# سفارت سوئیس در تهران
سفارت سوئیس در تهران در منطقه الهیه تهران قرار دارد و روابط دو جانبه ایران و سوئیس را از سوی دولت سوئیس در ایران پیگیری می‌کند. سوئیس در سال ۱۹۱۹ کنسولگری خود را در تهران بازگشایی کرد که در سال ۱۹۳۶ به سفارتخانه ارتقا یافت. پس از قطع روابط ایران و آمریکا در پی تصرف سفارت آمریکا در تهران و از تاریخ ۳۱ خرداد ۱۳۵۹، دولت سوئیس از طریق سفارت خود در تهران «حافظ منافع ایالات متحده آمریکا در ایران» است.

## قتل کاردار سفارت سوئیس در تهران
رسانه‌های وابسته به جمهوری اسلامی روز سه‌شنبه ۱۴ اردیبهشت ۱۴۰۰ (۴ مه ۲۰۲۱) گزارش کرده‌اند که یکی از کارکنان سفارت سوئیس در تهران بر اثر سقوط از بلندی درگذشته است.
طبق اعلام امین ثمره مرادی، سخنگوی سازمان اورژانس ایران در مصاحبه با مرکز اطلاع‌رسانی نیروی انتظامی تهران، این حادثه ساعت ۹:۳۰ صبح به پلیس اطلاع داده شده و ماموران این نهاد با حضور در محل متوجه شده‌اند که خانمی ۵۲ ساله تبعه و کارمند سفارت سوئیس پس از مورد تجاوز جنسی قرار گرفتن از طبقه ۱۸ برجی در کامرانیه سقوط و فوت کرده است.
امین ثمره مرادی، سخنگوی سازمان اورژانس ایران، با بیان اینکه این فرد «دبیر اول سفارت سوئیس» بوده است به خبرگزاری مهر گفت: «هنوز مشخص نیست این فرد پس از مورد تجاوز جنسی قرار گرفتن خودکشی کرده یا این سقوط صرفاً یک حادثه در پی گیجی پس از تجاوز جنسی بوده است اما از زمان فوت او مدت زیادی گذشته است.»این مقام سازمان اورژانس با اظهار بی‌اطلاعی درباره اینکه آیا «شواهدی مبنی بر ورود به زور به منزل این فرد یافت شده است یا نه»، گفت: «آن چیزی که گفته می‌شود این است که صبح کارگر افغان این فرد به داخل ساختمان می‌آید و به او تجاوز جنسی می کند. سپس با پلیس تماس می‌گیرند و پلیس هم با اورژانس تماس می گیرد و جسد داخل باغچه کشف می‌شود.»
وزارت خارجه سوئیس با صدور بیانیه‌ای در این خصوص اعلام کرده است که تایید می‌کند «یکی از کارکنان سوئیسی سفارت سوئیس در تهران بر اثر یک حادثه مرگبار روز سه‌شنبه جان باخته است».
از سوی دیگر وزارت خارجه سوئیس در تماس امین ثمره مرادی ، سخنگو سازمان اورژانس تهران با این نهاد اعلام کرد که به‌دلیل محافظت از داده‌ها و حریم شخصی نمی تواند اطلاعات بیشتری ارائه دهد و سفارت سوئیس در ایران برای بررسی ماجرا در تماس با مسئولان محلی قرار دارد.
روابط عمومی وزارت امور خارجه در واکنش به این خبر ابراز خرسندی کرده است «موضوع از طریق مراجع ذیصلاح در دست بررسی بوده و نتیجه تحقیقات متعاقبا اعلام خواهد شد.»
هنوز اطلاعات بیشتری از نحوه دقیق مرگ این فرد منتشر نشده است.
سوئیس از زمان حادثه اشغال و گروگانگیری انقلابیون در سفارت ایالات متحده در تهران در سال ۵۸ و قطع روابط دیپلماتیک دو کشور حافظ منافع ایالات متحده آمریکا در ایران بوده است.